# Nationalpark Monte Cristi

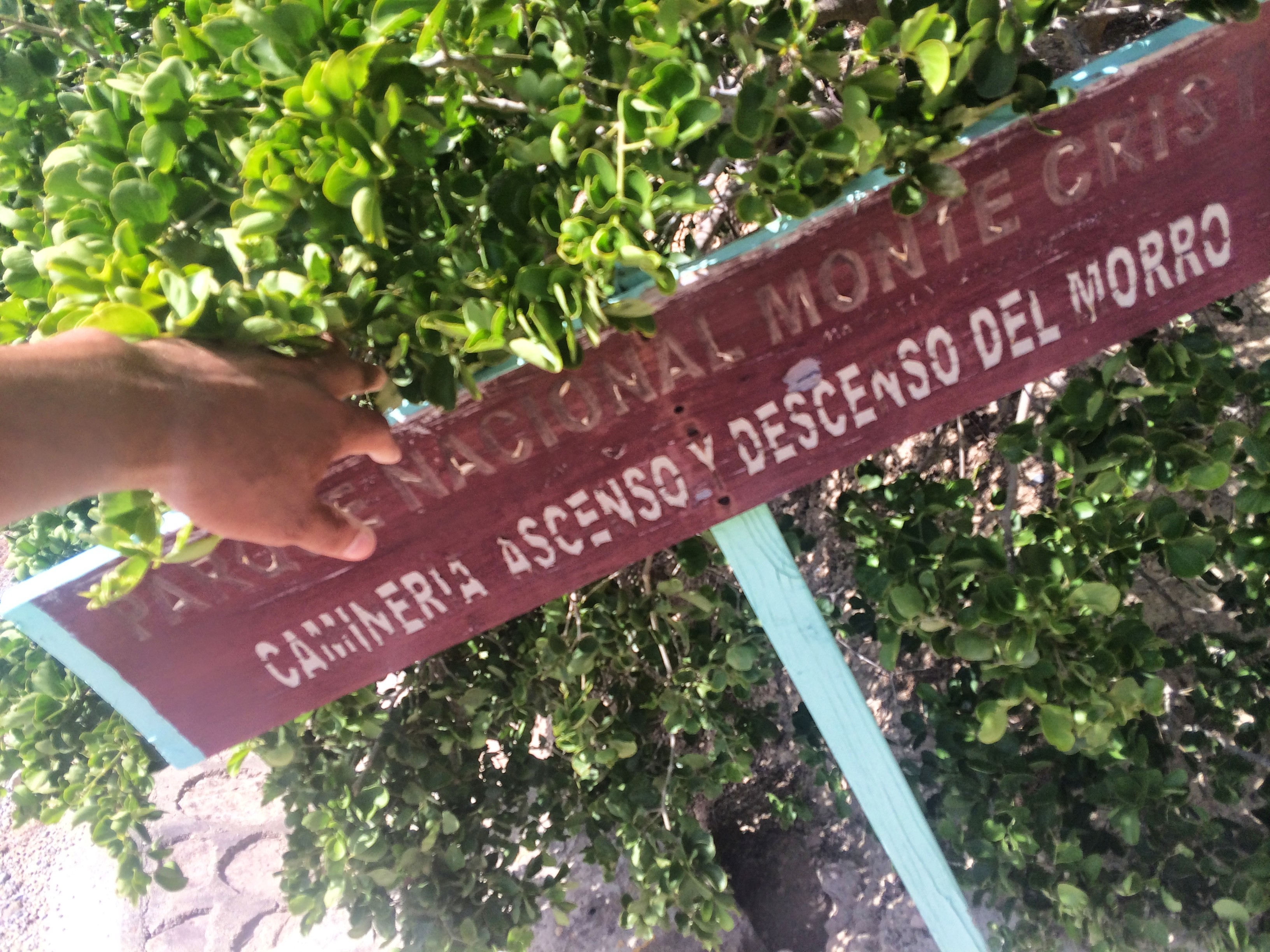
Hinweisschild (2014)

Der Nationalpark Monte Cristi (Parque Nacional Monte Cristi) ist ein Nationalpark in der Dominikanischen Republik.

## Geschichte
Der Nationalpark Monte Cristi wurde 1983 gegründet.

## Geographie
Der Nationalpark liegt im äußersten Nordwesten des Landes an der Grenze zu Haiti und weist eine Fläche von über 550 km² auf. Der Großteil des Parks besteht aus Meeresgebieten und Mangrovensümpfen. Im Norden des Parks befindet sich auf einer Halbinsel der markante Tafelberg El Morro de Montecristi (207 m). Zum Park gehören auch die sieben kleinen Inseln Cayos Siete Hermanos.
Die Landschaft des Nationalpark Monte Cristi ist vom Mündungsdelta der drei Flüsse Río Yaque del Norte, Río Masacre und des Río Chacuey geprägt. Im Delta erstrecken sich dichte Mangrovenwälder, im südlichen Abschnitt dominieren Dünen, Felsen und Sandstrände, die auch touristisch genutzt werden.

## Fauna und Flora
Neben Amphibien und Weichtieren fällt der Park vor allem durch seine Avifauna auf: Cayenne-Nachtreiher, Silberreiher, Rotfußtölpel und die Kanincheneule sind dort heimisch. Die karibische Seekuh (Nagelmanati) und viele Krebsartige sind besonders häufig.

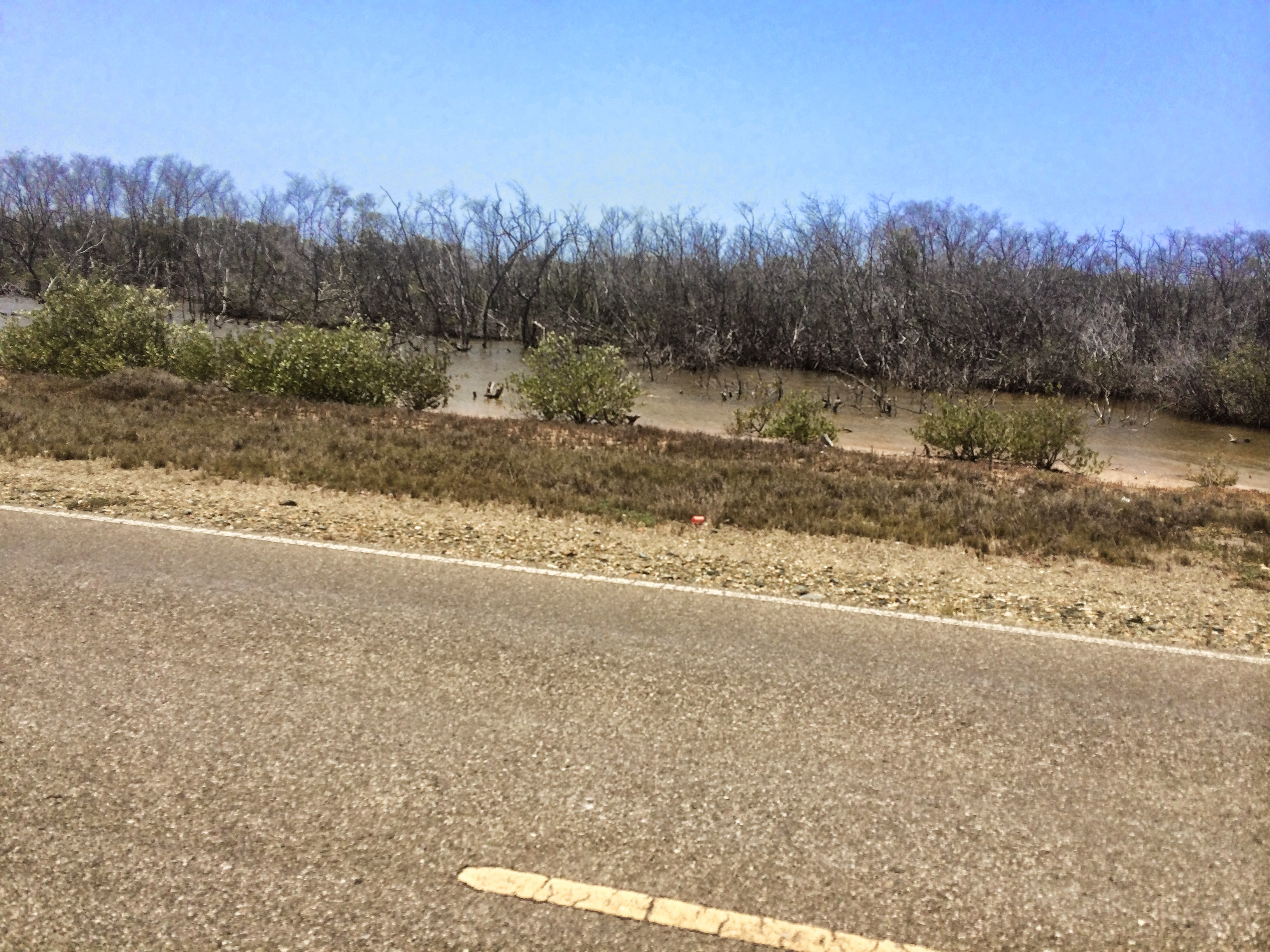
Mangrovensumpf (2014)